# Oceanium de Dakar

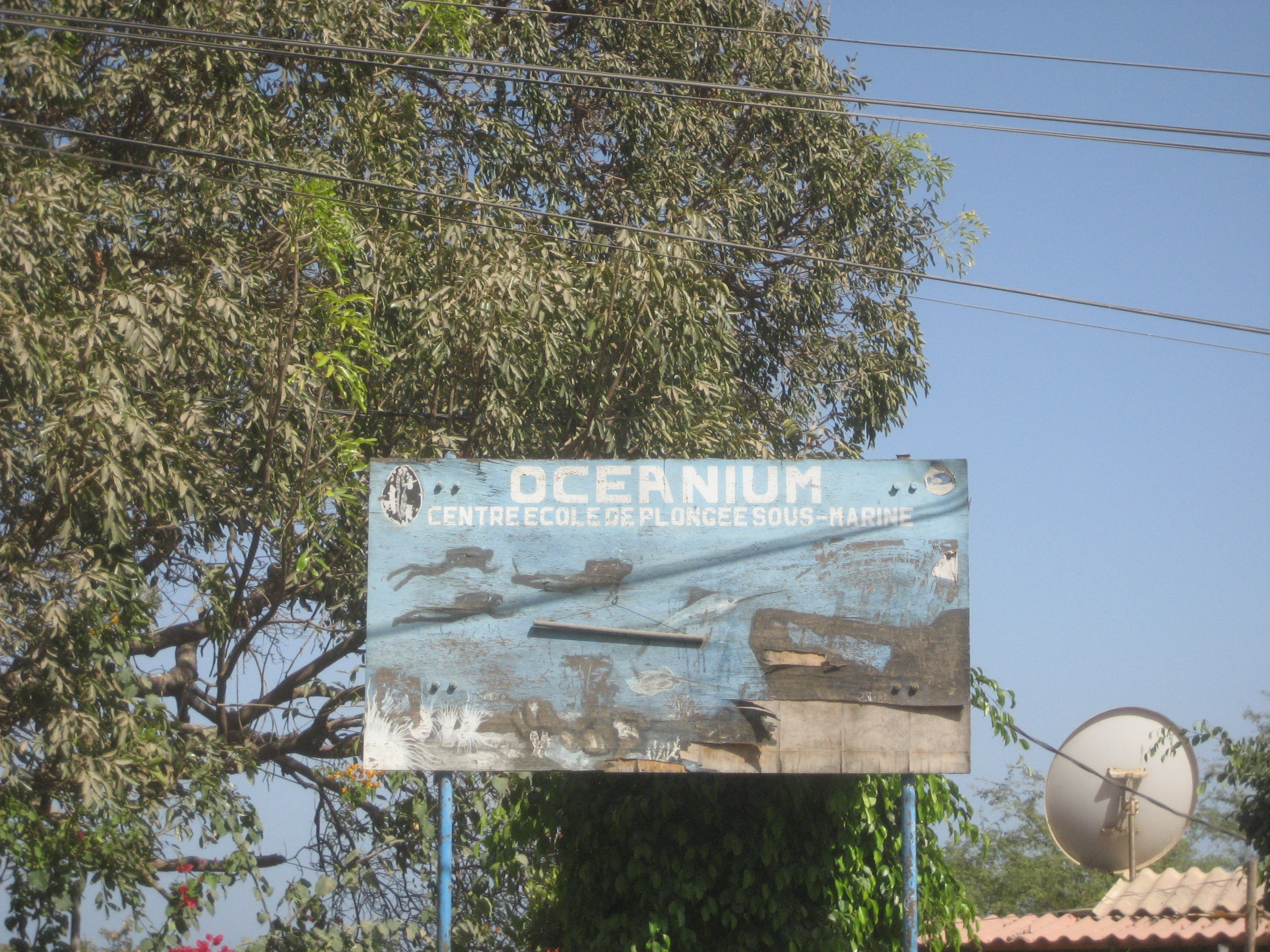
Oceanium Dakar

L’Oceanium de Dakar était une association sénégalaise travaillant sur la protection et la conservation des ressources naturelles. 

## Organisation
Le centre se trouve au sud-est de Dakar, dans le quartier du Plateau, sur la route de la Petite corniche Est, près du village de pêcheurs Terrou Bye Sogui.
Depuis 1984 son directeur est Haïdar El Ali. Il a fondé une école de plongée sous-marine et anime une équipe de professionnels et de bénévoles.